# Šabići (Trnovo, canton de Sarajevo)
Pour les articles homonymes, voir Šabići.
Šabići (en cyrillique : Шабићи) est un village de Bosnie-Herzégovine. Il est situé dans la municipalité de Trnovo, dans le canton de Sarajevo et dans la fédération de Bosnie-et-Herzégovine. Selon les premiers résultats du recensement bosnien de 2013, il compte 17 habitants.

## Géographie
Le village est situé au bord de la rivière Rakitnica, un affluent droit de la Neretva, et sur les pentes méridionales du mont Bjelašnica.

## Histoire
Sur le territoire du village se trouve la nécropole de Han, qui abrite 53 stećci, un type particulier de tombes médiévales ; cet ensemble est inscrit sur la liste des monuments nationaux de Bosnie-Herzégovine.

## Démographie

### Évolution historique de la population dans la localité
| 1948 | 1953 | 1961 | 1971 | 1981 | 1991 | 2013 |
| ---- | ---- | ---- | ---- | ---- | ---- | ---- |
| -    | -    | 113  | 115  | 82   | 37   | 17   |

|  |

### Communauté locale
En 1991, la communauté locale de Šabići comptait 701 habitants, répartis de la manière suivante :